# Stenoplax purpurascens
Stenoplax purpurascens is een keverslak uit de familie pantserkeverslakken (Ischnochitonidae). De wetenschappelijke naam van de soort werd in 1845 als Chiton purpurascens gepubliceerd door Charles Baker Adams.
Stenoplax purpurascens wordt 13 tot 32 millimeter lang. Deze soort komt voor van de Florida Keys tot West-Indië en Panama.